# Подарунок з характером
«Подарунок з характером» — кінофільм режисера Карена Оганесяна, що вийшов на екрани в 2014 році.

## Зміст
Бути пандою весело! Але не Михайлу, який змушений працювати в костюмі панди на дитячих святах. Йому тридцять років, він живе в крихітній однокімнатній квартирі на околиці Москви, і у нього немає серйозної роботи. Все було так, поки його не покликали на день народження до сина олігарха. Артему дев'ять років, і у нього є таємний план, допомогти здійснити який може тільки Мишко. Хлопчик і панда відправляються в подорож через всю країну, раз за разом потрапляючи в неймовірні ситуації.

## Ролі
| Актор                   | Роль  |
| ----------------------- | ----- |
| Михайло Галустян        | -     |
| Артем Фадєєв            | -     |
| Федір Бондарчук         | -     |
| Катерина Климова        | Діана |
| Микола Валуєв           | -     |
| Ірина Безрукова         | -     |
| Катерина Шпица          | -     |
| Олексій Макаров         | -     |
| Костянтин Юшкевич       | -     |
| Інга Стрєлкова-Оболдіна | -     |

## Знімальна група
- Режисер — Карен Оганесян
- Сценарист — Олег Сироткін, Карен Арутюнов, Макс Олейников
- Продюсер — Армен Ананікян, Михайло Галустян, Сергій Левітан
- Композитор — Ілля Духовний, Сергій Моісеєнко